# L'Étoile d'un merveilleux bonheur
Pour plus de détails, voir Fiche technique et Distribution.
L'Étoile d'un merveilleux bonheur (en russe : Звезда пленительного счастья - Zvezda plenitelnogo schastya, en anglais : The Captivating Star of Happiness) est un film soviétique réalisé par Vladimir Motyl et sorti en 1975. Le titre est une allusion à un vers du poème d'Alexandre Pouchkine Pour le portrait de Tchaadaev. Il s'agit d'un film en costumes dédié « aux femmes de la Russie ».

## Scénario
L'histoire se déroule au lendemain de l'insurrection décabriste contre le tsar Nicolas Ier en 1825. La révolte est réprimée et les officiers militaires impliqués dans cette révolte avouent l'un après l'autre et se voient condamnés à l'exil en Sibérie. Leurs femmes font face à cette prise de décision, les suivre dans leur exil ou demeurer chez elles.

## Protagonistes
Le prince Serge Troubetzkoï et sa femme Catherine (née Catherine Laval), le prince Sergueï Volkonski et son épouse Maria Nikolaïevna Volkonskaia (née Raïevskaïa) et le lieutenant Ivan Annenkov et sa femme Pauline Geuble (ru) (née Pauline Gueble).

## Fiche technique
- Titre original : Звезда пленительного счастья
- Titre français : L'Étoile d'un merveilleux bonheur
- Titre québécois : La Fascinante Étoile du bonheur
- Réalisation : Vladimir Motyl
- Scénario : Vladimir Motyl, Oleg Osetinski, Mark Zakharov
- Musique : Isaak Schwarz
- Textes des chansons : Boulat Okoudjava
- Photographie : Dmitri Meskhiev
- Montage : Ye. Sadovskaya
- Costumier : Natalia Vassilieva
- Pays : URSS
- Production : Lenfilm
- Dates de sortie : 11 novembre 1975
- Durée : 167 min.
- Pays : Union soviétique
- Langue : russe

## Distribution
- Irina Kouptchenko : princesse Catherine Troubetskaïa
- Alexeï Batalov : prince Serge Troubetzkoï
- Natalia Bondartchouk : princesse Maria Volkonskaïa
- Oleg Strizhenov : prince Sergueï Volkonski
- Ewa Szykulska : Pauline Gueble-Annenkova
- Igor Kostolevskiy : Ivan Annenkov
- Lev Ivanov : Nikolaï Raïevski
- Raïssa Kourkina : Sophia Raïevskaïa
- Tatiana Pankova : Annenkova, mère d'Ivan Annenkov
- Oleg Yankovski : Kondrati Ryleïev
- Tatiana Fiodorova : Natalia Ryleïeva
- Alexandre Porokhovchtchikov : Pavel Ivanovitch Pestel
- Viktor Kostetski : Piotr Kakhovski
- Vassili Livanov : Nicolas Ier
- Innokenti Smoktounovski : Ivan Zeidler
- Dmitri Chilko : Mikhaïl Andreïevitch Miloradovitch
- Igor Dmitriev : Comte Ludwig von Lebtseltern
- Boris Doubenski : Alexandre Ier
- Viktor Terekhov : Vassili Vassilievitch Levachov
- Vadim Makarovski : Voche
- Arkadi Troussov : Fiodor
- Mikhaïl Kokchenov : Nikitka
- Alexeï Kojevnikov : Pafnouti
- Alexandre Sokolov : Alexandre Raïevski
- Vladislav Strzelczyk : Comte Ivan Stepanovitch Laval
- Oleg Dahl : chef de garde (voix : Sergueï Iourski)
- Borislav Brondoukov : messager
- Tatiana Okounevskaïa : comtesse Alexandra Grigorievna Laval
- Youri Rodionov : Sergueï Mouraviov-Apostol
- Valentina Panina : Alexandra Feodorovna de Russie

## Autour du film
- Les sous-titres du DVD proposent une autre traduction du titre : Étoile de ma bonne fortune.